# 上流階級 富久丸百貨店外商部
『上流階級 富久丸百貨店外商部』（じょうりゅうかいきゅう ふくまるひゃっかてんがいしょうぶ）は、高殿円による小説のシリーズ。単行本は光文社、文庫本は小学館から刊行されている。第3作からは単行本を経ずに文庫化されている。
第1作は『小説宝石』（光文社）の2012年12月号から2013年7月号まで連載され、2013年11月に単行本が発売された。第2作は同誌2015年2月号から10月号まで「上流階級2」が連載され、2016年10月に『上流階級 富久丸百貨店外商部II』のタイトルで単行本が発売された。
2015年にテレビドラマ化された。

## 登場人物

### 富久丸百貨店
鮫島静緒
高校卒業後製菓専門学校へ進学。地元の店に就職したが、富久丸百貨店に引き抜かれた。外商部に配属。
家族のうち、母は健在だが、父は播州鉄道の保線員で仕事中に殉職した。
枡家修平（）
大阪堂本本店より葉鳥の後継者候補で芦屋川店外商部へ異動。29歳。ゲイ。実家の吹雪家は資産家で、兄が2人いたので当初は母方の親戚である枡家家に養子に出されていたが兄2人共は家の跡取りとして不適なため実家に戻された。
葉鳥士朗
カリスマ外商員、定年の2年前に辞表を出したが、引き止められ、後進育成にと退職まで1年の猶予を出した。実家は電気工事店兼水道工事店、最初はテーラーに丁稚奉公した。
邑智（）
外商部課長
紅蔵忠士
富久丸百貨店本部長（IIで専務に昇進）、恰幅の良い体型で糖尿病で入院している。
神野久臣
静緒の元夫。この春離婚、富久丸百貨店には新卒入社しており幹部候補生、堂本本店勤務。
堂上満嘉寿（）
東京から本部に異動した。神野より1～2期下。バイセクシャルで枡家修平の元カレでもある。

### 外商顧客
清家弥栄子（）
父の清家雅伸は子爵称号を持つ華族で、葉鳥の顧客第一号であったが膵臓がんで死去。自身もがんになり3巻で死去。娘が3人いる。
秋吉太一郎
尼崎市在住で福祉施設や不動産経営。静緒にリフォームを頼む。
鶴顕子
芦屋の山の手在住。歯科医院長婦人。小学生の孫娘がいる。
ソムジット＝パッタマポラクルチャイ
通称ベンツさん。実業家。作中で病死し静緒が葬儀の手配をする。
美谷珠理（）
東京から越してきた元国立大付属高校の教師で32歳。ヤクザの愛人。
島田五郎
外商の顧客だが素行が悪く要注意人物。先々代担当者からの客。

### その他
井崎耀二（）
静緒が卒業した製菓学校のオーナー
六実龍太（）
製菓学校の同期生。パティスリー・MUU経営
金宮寺良悟（）
製菓学校の同期生だが、実家の不動産経営継ぐのでパティシェの道を辞めた。オネエ言葉を使うゲイ。
吹雪四季子
枡家修平の実母で、一族でもゴッドマザーの立場にある。

## 書誌情報
- 高殿円 『上流階級 富久丸百貨店外商部』 光文社
  1. 2013年11月15日発売[1]、ISBN 978-4-334-92910-7
  2. 2016年10月17日発売[2]、ISBN 978-4-334-91125-6
- 高殿円 『上流階級 富久丸百貨店外商部』 小学館〈小学館文庫〉
  1. 2019年7月5日発売[3]、ISBN 978-4-09-406661-6
  2. 2019年8月6日発売[4]、ISBN 978-4-09-406662-3
  3. 2021年3月5日発売[5]、ISBN 978-4-09-406892-4
  4. 2022年12月6日発売[6]、ISBN 978-4-09-407214-3

## テレビドラマ
フジテレビの「赤と黒のゲキジョー」枠で2015年1月16日に放送された日本のテレビドラマ。主演は竹内結子。2014年10月中旬から神戸市内の百貨店などで撮影が開始された。
本編では、テレビアニメ『ハピネスチャージプリキュア!』（朝日放送制作・テレビ朝日系列）の映像に合わせて、修平が同作二代目EDテーマ「パーティ ハズカム」を「イノセントハーモニーマイク」（バンダイ製玩具）で歌ったり、「プリキュアシリーズ」関連本と「シャーベットバレエ」および「キュアフォーチュン」の「キュアコーデドール」（バンダイ製玩具）の間に置いてある写真に、ブルーとキュアラブリーのコスプレが映し出されている。「プリキュアシリーズ」作品が他局のドラマに流用されるのは、極めて珍しい。なおEDの「映像協力」にも『ハピネスチャージプリキュア!』がクレジットされた。

### キャスト

#### 富久丸百貨店神戸元町店外商部営業二課
- 鮫島 静緒 - 竹内結子[9][10]（幼少期：新井美羽 / 少女期：伊藤梨沙子）
- 桝家 修平 - 斎藤工[8][11][12]
- 邑智 崇（外商部営業二課長） - 竹中直人
- 五十嵐 健吾 - 堀部圭亮
- 松村 聡 - 水橋研二
- 葉鳥 士朗 - 草刈正雄

#### 外商部のお得意様
- 清家 弥栄子 （元華族の家柄で先々代からの大得意様）- 森口瑤子
- 倉橋 和子 （旧士族の家柄の名士夫人）- 浅野ゆう子（特別出演）
- 鶴 顕子 （芦屋在住の病院長夫人）- 高畑淳子
- 島田 五郎 （トラブルを起こす面倒な顧客）- 渡辺いっけい
- 美谷 珠理 （東京から移住して来た顧客）- 松雪泰子

- ソムジット・ポッタマボラクルチャイ （クンさん、タイ人実業家）- 細原好雄
- ダオ （クンさんの妻）- Rohayati
- ソムチャイ （クンさんの息子）- Boonsiri
- 祐介 （クンさんの孫）- 外川燎

#### 富久丸百貨店
- 人事部長 - 神保悟志
- 紅蔵 栄一（常務取締役・本部販売推進部長） - 桂文枝（特別出演）[13]
- 時任 真由美 （地階食品売り場の超ベテランパート）- 倍賞美津子
- 吉沢 勝子 （地階食品売り場の販売員）- 枝元萌
- 遥香 - 広山詞葉

#### その他
- 神野 久臣（静緒の夫、東京店の企画推進部バイヤー）- 田中哲司
- 井崎 耀二（Youji Izakiオーナーシェフ・パティシエ）- 太田雅洋
- 桐生小太郎（GOTENパティシエ）- 槙本擁
- 岩橋道子、片岡明日香、筒井巧、今藤洋子、要田禎子、石原善暢、福田ゆみ、森下まひろ、田中耕二、久下恵美、坂田鉄平

### スタッフ
- 原作 - 高殿円『上流階級 富久丸百貨店外商部』（光文社）
- 脚本 - 黒岩勉
- 演出 - 澤田鎌作
- 音楽 - 笹野芽実、眞鍋昭大、末廣健一郎
- ロケ協力 - 神戸フィルムオフィス、JR西日本ロケーションサービス、大丸神戸店、ポートピアホテル、水戸京成百貨店、丸広百貨店　ほか
- 映像協力 - 『ハピネスチャージプリキュア!』（ABC、東映アニメーション）
- プロデュース - 古屋建自
- 製作著作 - フジテレビ